# Вулкан (спецподразделение)
Отдел специального назначения «Вулкан» (до 1998 года отряд специального назначения «Вулкан») — российское спецподразделение Управления Федеральной службы исполнения наказаний по Кабардино-Балкарской Республике Северо-Кавказского федерального округа. В составе сводных формирований спецназа принимало участие в обеих чеченских войнах. Специализируется на ведении боевых действий в условиях высокогорья.

## История
26 февраля 1993 года был подписан приказ Министра внутренних дел Кабардино-Балкарской Республики № 94 «О создании штатного отряда специального назначения при СИД и СР МВД КБР». Изначально состояло из 28 сотрудников, потом штат был увеличен до 48, затем до 70. Боевое крещение отряд прошёл в октябре 1993 года во время подавления массовых беспорядков в следственном изоляторе Нальчика, спровоцированных политизированным криминалом. В ходе операции отряду помогал личный состав 1-го краснознамённого отряда специального назначения МВД РФ «Витязь»: зачинщиков беспорядков доставили в автозаках в Пятигорск. Через месяц отряд участвовал в поиске 17 заключённых, сбежавших из мест лишения свободы: один из беглецов примкнул к чеченским сепаратистам, став «амиром», и был пойман только в 2000 году.
Отряд (с 1998 года отдел) участвовал в составе сводных групп спецназа в антитеррористических операциях на Северном Кавказе в ходе обеих чеченских войн. В 1995—1996 годах во время Первой чеченской войны отряд обеспечивал пропускной режим на блокпостах с Ингушетией. В сентябре 1999 года во время вторжения боевиков в Дагестан освобождал сёла Карамахи и Чабанмахи, захваченные боевиками. Зимой 1999—2000 годов вёл боевые действия в селе Горагорское Надтеречного района, а летом зачищал Гудермес; позже снабжал припасами десантников во время их разведывательных выходов вокруг сёл Хатуни, Сельментаузен, Агишты, Тевзана и Махкеты. В сентябре 2002 года совместно с 19-й мотострелковой дивизией вёл бои в ингушском селе Галашки против банды Руслана Гелаева. В республику вернулся осенью 2004 года.
13 октября 2005 года отряд участвовал в отражении нападения террористов на Нальчик: были атакованы множество объектов силовых структур города, в том числе здания управления ФСБ и управления ФСИН. Объект УФСИН был выбран в связи с тем, что там работали много людей, не имевших специальной подготовки (в том числе женщин), и их гипотетически можно было взять в заложники. Однако именно там нападавшим оказали ожесточённое сопротивление оперативно прибывшие бойцы спецназа. Гражданских сотрудников и женщин перевели на третий этаж, где те просидели до вечера и только затем через окно на первом этаже были эвакуированы из здания. Для ликвидации бандитов были подключены ОСН «Акула» (Краснодар), «Рубеж» (Ставрополь) и «Мангуст» (Ростов-на-Дону), которые заблокировали бандгруппу на территории управления ФСИН. После попадания гранаты из подствольного гранатомёта в багажник машины налётчиков там сдетонировали боеприпасы, что лишило нападавших патронов. К утру были уничтожены 12 боевиков, один попал в плен. Операцией руководил начальник УФСИН по КБР Ахмед Абидов. Сам отряд «Вулкан» потерял пять сотрудников убитыми.

## Подготовка
Кандидаты на службу в отряде проходят строгий отбор по физической подготовке и психологической устойчивости. Обучение сотрудников спецподразделения включает тактико-специальную, альпинистскую, огневую, медицинскую, психологическую, инженерно-техническую, правовую, топографическую подготовку. Проводятся занятия по снайперской и тактической стрельбе, изучение взрывотехники и кинологии, тактики боя в различных условиях. Имеет место специализация бойцов: снайперская, кинологическая, минно-взрывная и т.д.

## Потери
По состоянию на 2013 год в числе сотрудников отряда, погибших при исполнении служебных обязанностей, числилось 11 человек: их имена были увековечены на мемориале, открытом у здания УФСИН.
- 12 сентября 2000 года отряд понёс первую потерю — погиб старший инструктор штурмового отделения, лейтенант внутренней службы Владислав Бартошек. Он выполнял боевую задачу по блокированию чеченских сепаратистов в горно-лесистой местности. Он был награждён орденом Мужества посмертно[6].
- 13 октября 2005 года в результате нападения террористов погибли пять сотрудников отдела[1]: Джумагелди Нурсахатов (пытался заблокировать полуоткрытые ворота, через которые ворвались террористы, был смертельно ранен), Сергей Хлопов, Иван Корчагин (отстреливались из пистолетов, сдерживая боевиков и не пуская их внутрь двора и к оружейному хранилищу, погибли от множественных ранений), Элина Кашежева (инспектор межрайонной инспекции № 1, находилась в ОВД № 3) и Беслан Шибзухов[7].
- 14 мая 2009 года в Нальчике был убит заместитель начальника СИЗО № 1 подполковник внутренней службы Виталий Богатырёв (в СИЗО содержались более 50 обвиняемых по делу о нападении на Нальчик в 2005 году). Неизвестный, подъехав на «Ладе», открыл огонь из пистолета-пулемёта на улице Коммунистической[1].
- 22 мая 2010 года в посёлке Советский Прохладненского района на женскую исправительную колонию № 4 было совершено вооружённое нападение: группа неизвестных, находившихся в легковом автомобиле, подъехала к автобусной остановке, где стояли четыре безоружных сотрудника колонии, и открыла огонь из автоматов. Погибли Хасен Сабанчиев, Дусена Жангериева и Зарета Хандохова; тяжёлое ранение получила Марьяна Маргушева. В течение полугода нападавших удалось обнаружить и уничтожить. 28 ноября того же года в микрорайоне Вольный Аул была обстреляна машина старшего инспектора межрайонной инспекции № 1 майора Альберта Алтуева; он скончался до приезда врачей. Алтуев проходил также свидетелем по делу о нападении на Нальчик и получал угрозы от обвиняемых[1].